# 벨라루스 철도
벨라루스 철도(벨라루스어: Беларуская чыгунка)는 벨라루스의 국영 철도 회사다. 벨라루스의 모든 철도 운송 네트워크를 운영한다.
소련 해체 후 1992년에 설립된 이 회사는 소련 철도의 후속 기업 중 하나다. 벨라루스 철도의 가장 중요한 역은 수도 민스크의 중앙역인 민스크역이다. 철도망은 민스크, 바라나비치, 브레스트, 호멜, 마힐료우, 비쳅스크 주변 지역의 이름을 딴 6개 부서로 나뉜다.